# Murafa
Murafa (ukrajinsky Мурафа, polsky Morachwa) je řeka ve Vinnycké oblasti na Ukrajině. Je 163 km dlouhá. Povodí má rozlohu 2410 km².

## Průběh toku
Pramení na Podolské vysočině. Ústí zleva do Dněstru.

## Vodní režim
Zdrojem vody jsou převážně sněhové srážky. Vyššího vodního stavu dosahuje na jaře, v létě a na podzim. V zimě naopak je stav vody nižší, ale dochází k povodním. Průměrný průtok vody ve vzdálenosti 9 km od ústí činí 8,5 m³/s.

## Využití
Na řece bylo vybudováno pět malých přehradních nádrží. Na středním toku je rozvinuté rybářství. Nedaleko ústí se nachází Beljanská vodní elektrárna.